# Xorides gravenhorstii
Xorides gravenhorstii är en stekelart som först beskrevs av Curtis 1831.  Xorides gravenhorstii ingår i släktet Xorides, och familjen brokparasitsteklar. Enligt den finländska rödlistan är arten sårbar i Finland. Arten är reproducerande i Sverige. Artens livsmiljö är skogar. Inga underarter finns listade.